# Батаља Терме
Батаља Терме (итал. Battaglia Terme) је насеље у Италији у округу Падова, региону Венето.
Према процени из 2011. у насељу је живело 3750 становника. Насеље се налази на надморској висини од 7 м.

## Становништво
| 1931. | 1936. | 1951. | 1961. | 1971. | 1981. | 1991. | 2001. | 2011. |
| ----- | ----- | ----- | ----- | ----- | ----- | ----- | ----- | ----- |
| 2.517 | 2.712 | 3.476 | 4.123 | 4.234 | 4.323 | 4.082 | 4.152 | 3.933 |